# Sabur ibn Sahl
Sābūr ibn Sahl ibn Sābūr est un médecin persan du IXe siècle, de religion chrétienne, mort sans doute à Samarra le 30 novembre 869.
Originaire de la province du Khuzestan, au sud-ouest de l'Iran, il appartenait très probablement à l'Église nestorienne. Il fut formé et exerça d'abord au célèbre hôpital de Gundishapur. Il devint médecin du calife sous le règne de Jafar al-Mutawakkil et le resta jusqu'à sa mort.
On conserve de lui trois ouvrages : deux traités consacrés à la diététique, et surtout une version courte de sa Pharmacopée en 22 volumes (al-Aqrābādhīn), qui fut un ouvrage de référence dans le monde arabe jusqu'au XIIe siècle, époque à laquelle elle fut remplacée par la Pharmacopée d'Amin al-Dawla ibn al-Tilmidh.

## Édition
- Oliver Kahl (éd.), Sābūr ibn Sahl's Dispensatory in the Recension of the 'Aḍudī Hospital (texte arabe et traduction anglaise), E. J. Brill, 2008.